# Ligne 173 (chemin de fer slovaque)
La ligne 173 des chemins de fer Slovaque relie Margecany
à Červená Skala.

## Histoire
La ligne a été ouverte à la circulation en plusieurs étapes:
- Margecany–Gelnica le 27 décembre 1884
- Telgárt–Červená Skala le 1er octobre 1933
- Dobšinská Ľadová Jaskyňa–Telgárt le 28 septembre 1944
- Mlynky–Dobšinská Ľadová Jaskyňa le 31 décembre 1935
- Gelnica–Mlynky le 26 juillet 1936

## Particularités
La halte de Vernár (930 m) est la plus haute sur une voie à écartement normal de Slovaquie. Avec 957 m dans le tunnel Besník, c'est la plus haute ligne à écartement normal de Slovaquie.
Le tunnel de Telgárt (1239 m) est construit en Spirale (rayon 400m, pente 12,5o/oo) permettant un rattrapage important de dénivelé.